# Шити (Шарковщинский район)
Шити (бел. Шыці́) — агрогородок в Шарковщинском районе Витебской области Беларуси. В составе Иодского сельсовета.

## География
Ближайшие населённые пункты Дубники, Зяблины, Лонские и др.

### Гидрография
Река Янка.

## История
С 1904 года в Иодской волости Дисненского узда Виленской губернии.
В 1921—1939 годах деревня в составе гмины Иоды Дисненского повета Виленского воеводства Польской Республики.
В 2010 году сельский населённый пункт Шити преобразован в агрогородок.

## Население

### Численность
- 2009 год — 187 жителей

### Динамика
- 1904 год — 223 жителей (122 муж., 101 жен.)[3]
- 1921 год — 139 жителей, 30 дворов[6]
- 1931 год — 164 жителей, 31 дворов[7]
- 1999 год — 207 жителей (перепись населения)
- 2009 год — 187 жителей (перепись населения)[3]

## Достопримечательность
- Памятник советским воинам и мирным жителям, сожженных деревень.
- Братская могила, рядом с д. Зяблины, на правом берегу реки Янка в агрогородке Шити —  Историко-культурная ценность Республики Беларусь, шифр 213Д000838.
- Приход храма Святителя Николая Чудотворца. Церковь освящена в 2003 году. Храм находится недалеко от фундамента разобранной в 1951 году Свято-Николаевской церкви.